# Gewone jaarvogel
De gewone jaarvogel (Rhyticeros undulatus, synoniem: Aceros undulatus) is een neushoornvogel die voorkomt in een groot gebied dat reikt van India en Indochina tot in Indonesië.

Vrouwtje in Vogelpark Avifauna

## Beschrijving
De gewone jaarvogel is gemiddeld 100 cm lang. De vogel is overwegend zwart gekleurd en de snavel is vuilwit of een beetje geelachtig, met een betrekkelijk onopvallende "hoorn" met inkepingen. De staart is vrij lang en geheel wit. Het vrouwtje heeft een blauwgekleurde keelzak, bij het mannetje is de keelzak geel, verder heeft hij een witte hals en de achterkant van de hals is kastanjebruin. De gewone jaarvogel lijkt sterk op de kleine jaarvogel; deze laatste heeft geen inkepingen op de ondersnavel en ook geen zwarte band over de keelzak. Het mannetje weegt 1,8 tot 3,7 kg, het vrouwtje 1,4 tot 2,7 kg.

## Verspreiding en leefgebied
De gewone jaarvogel komt voor in bosgebieden in Noordoost-India en Bhutan, dan oostelijk en zuidelijk door het vasteland van Zuidoost-Azië naar de Grote Soenda-eilanden, maar niet in Wallacea (dus Sulawesi uitgezonderd). De vogel is alleen op sommige plaatsen algemeen. Het is een bosvogel die vaak wordt gezien in heuvellandbos tot ongeveer 1500 m boven de zeespiegel. Op Borneo op de Mount Kinabalu zelfs tot 3300 m, waarmee het de enige neushoornvogel is die zo hoog nog voorkomt.

## Status
De vogel neemt in aantal af, door habitatverlies (ontbossingen). Om deze redenen staat de gewone jaarvogel sinds 2018 als kwetsbaar op de Rode Lijst van de IUCN.